# Berežská župa

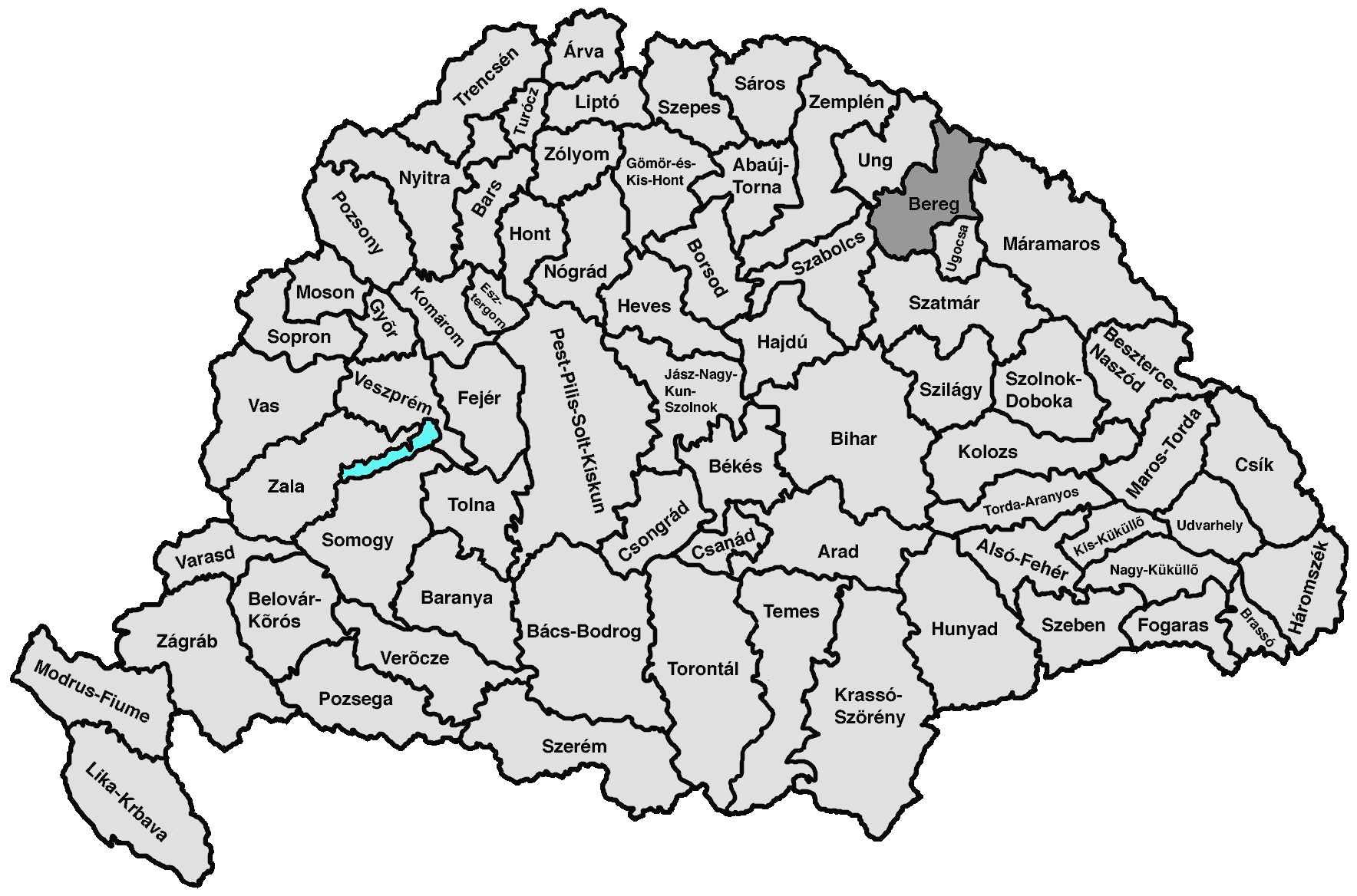
Berežská župa v župním dělení Uherského království

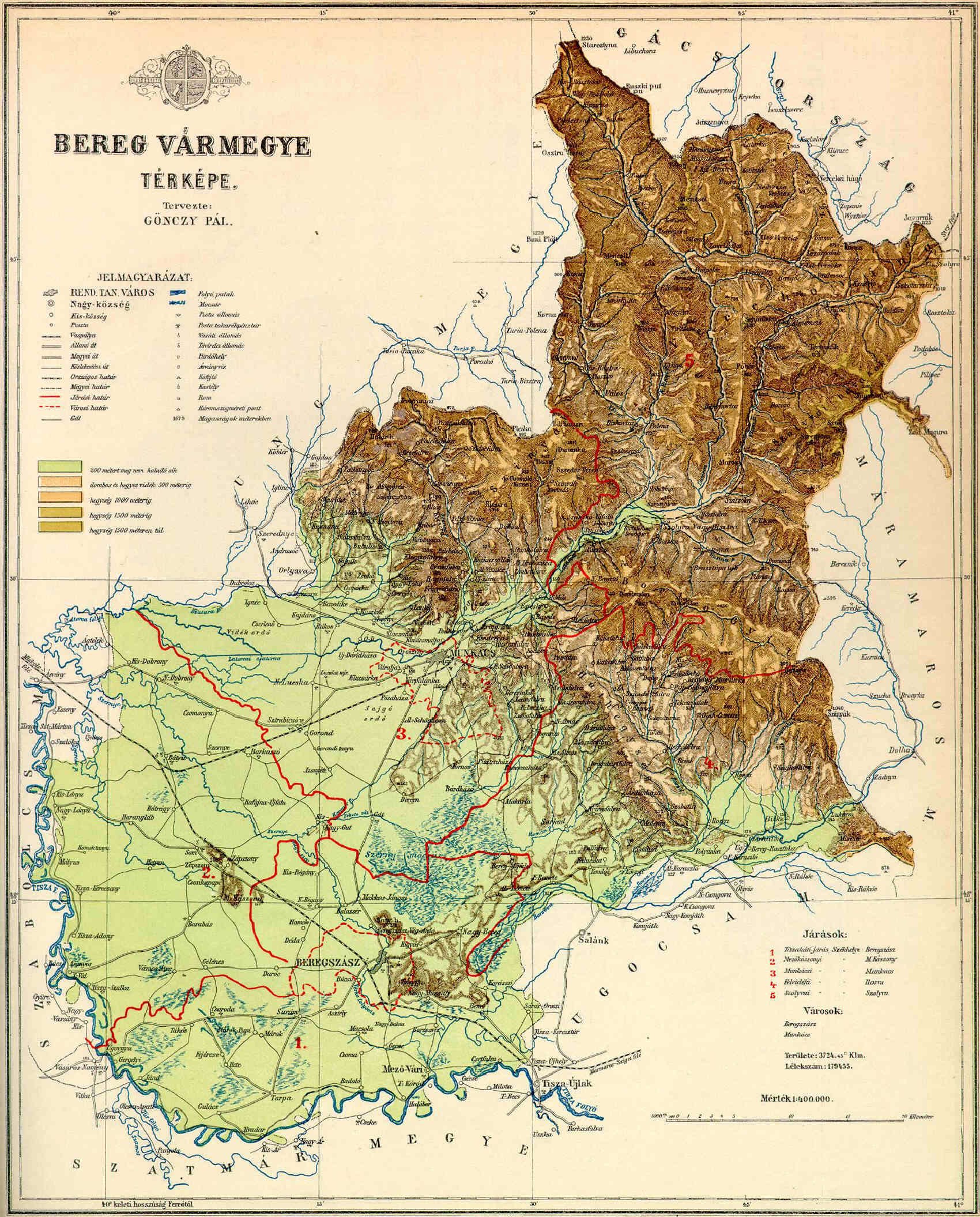
Mapa župy (1910)

Berežská župa (latinsky comitatus Beregiensis; maďarsky Bereg vármegye; německy Komitat Berg/Berger Gespanschaft) je název historického komitátu, stolice a župy Uherského království. Dnes je území Berežské župy rozděleno mezi Ukrajinu (velká většina) a Maďarsko (jihozápadní okraj).

## Geografie
Berežská župa sestávala ze dvou dosti odlišných regionů. Jihozápadní část, ohraničená řekou Tisou, je rovinatá či jen mírně zvlněná, a osídlená převážně Maďary, zatímco severní polovinu tvoří hluboké údolí řeky Latorice a jejích přítoků pramenících na jižním úbočí Karpat, kde žili a žijí převážně Rusíni. Zhruba uprostřed, na přechodu Latorice z hor do nížiny, leží město Mukačevo (maď. Munkács), dnes největší v regionu, nicméně správním střediskem župy bylo město Berehovo (maď. Beregszász) ležící jižněji. Dalšími většími sídly byla městečka Svaljava a Iršava. Župa sousedila (po směru hodinových ručiček) s rakouskou Haličí a uherskými župami Maramureš, Ugocsa, Szatmár, Szabolcs a Ung.

## Historie

Znak župy

Župa byla jednou z nejstarších v Uhrách, založená v 11. století. Po první světové válce byla její většina přiřčena meziválečné ČSR jakožto součást Podkarpatské Rusi), což bylo potvrzeno Trianonskou smlouvou (1920). Ta se po intermezzu maďarské okupace (1939–1944) později stala součástí SSSR a následně Ukrajiny.
V současnosti leží naprostá většina území někdejší župy v ukrajinské Zakarpatské oblasti; jen malá část na pravém břehu Tisy (severní a východní okolí Vásárosnaménye) náleží současné maďarské župě Szabolcs-Szatmár-Bereg. Na jihu ukrajinské části však žije početná maďarská národnostní menšina, která si nadále udržuje svůj jazyk.